# 堀麦水
堀 麦水（ほり ばくすい、1718年（享保3年）‐ 1783年11月8日（天明3年10月14日））は、江戸時代中期の俳人である。名は長、字は子傾。通称は初め池田屋平三郎、後に長左衛門。初号は可遊もしくは葭由、別号に樗庵、四楽庵等がある。

## 経歴・人物
加賀（現在の石川県）金沢の蔵宿池田屋の次男として生まれる。若い頃は上方にいたが、甥の後見のため、元文末頃に金沢に戻った。
俳諧は美濃派の百雀斎五々に師事し、のちに伊勢の中川乙由（麦浪）の俳風に移り、麦水と号した。延享元年（1744年）頃から全国を行脚している。宝暦12年 - 宝暦13年（1762年 - 1763年）頃に京都に上り、与謝蕪村と交流する。
明和6年（1770年）頃に『二十五ヶ條註解』を著し、宝井其角が編纂した『虚栗』に傾倒した松尾芭蕉の作風の俳諧を詠み、その復興運動にも携わる。この運動の中で、各務支考や乙由の俳風の卑俗性を批判し、『虚栗』の漢詩文調に倣うべきと主張した。しかし、安永4年（1775年）に『新みなし栗』を著した後、俳諧活動から離れた。
俳人としての著作だけでなく、実録本『越の白波』『三州奇談』『寛永南島変』も残している。また、麦水は将棋や茶道、骨董、書画等の多くの趣味を持っていたとされている。

## 主な著作物

### 主著
- 『 昔日北花録』
- 『慶安太平記』
- 『貞享正風句解伝書』
- 『新虚栗』

### その他の著書
- 『慶長中外伝』
- 『俳諧蒙求』
- 『寛永南島変』